# Левицкий, Иосиф Васильевич
Ио́сиф Васи́льевич Леви́цкий (1801, Карачинцы — 24 мая 1860) — галицко-русский писатель, педагог и философ, греко-католический священник.
Среднее училище окончил в Самборе, высшее — в Вене, как воспитанник Барбареума. Преподавал богословие в Перемышле, в епархии епископа Иоанна Снегурского. Всю жизнь приходским священником прожил в Шкло Яворовского уезда.

## Сочинения
Издал первую русинскую грамматику: «Grammatika jezyka ruskiego» (Прёмзель, 1843).
Написал: «Судьба галицко-русского языка и литературы» («Денница», 1843, № 3 и 4), «Мысли о словесности галицко-русской». (Вена, 1852); перевёл баллады Шиллера (Прёмзель, 1839—1844).
Оригинальные стихотворения Левицкого риторичны; написаны смесью языков церковнославянского и русинского.
Сотрудничал с газетой «Галичо-русский вестник».